# Iván Kovács László
Iván Kovács László (Debrecen, 1930. augusztus 18. – Budapest, 1957. december 30.) Az 1956-os forradalom idején a Corvin közben harcoló ellenállók főparancsnoka, az 1956 utáni megtorlás mártírja.

## Élete
A soproni katonai reáliskola növendéke volt, mikor 1944-ben a szovjetek elől kénytelen volt nyugatra menekülni, apjával együtt. Egy év múlva tértek haza. 1951-ben érettségizett, majd a jogi egyetemre felvételizett, de apja katonai múltja miatt nem vették fel. Végül közgazdasági-egyetemen végzett el egy évet, esti tagozaton. 1951–1953 között a hadseregnél volt polgári alkalmazott, de elbocsátották. Ezt követően bányászként, sportköri előadóként dolgozott.

## A forradalomban betöltött szerepe

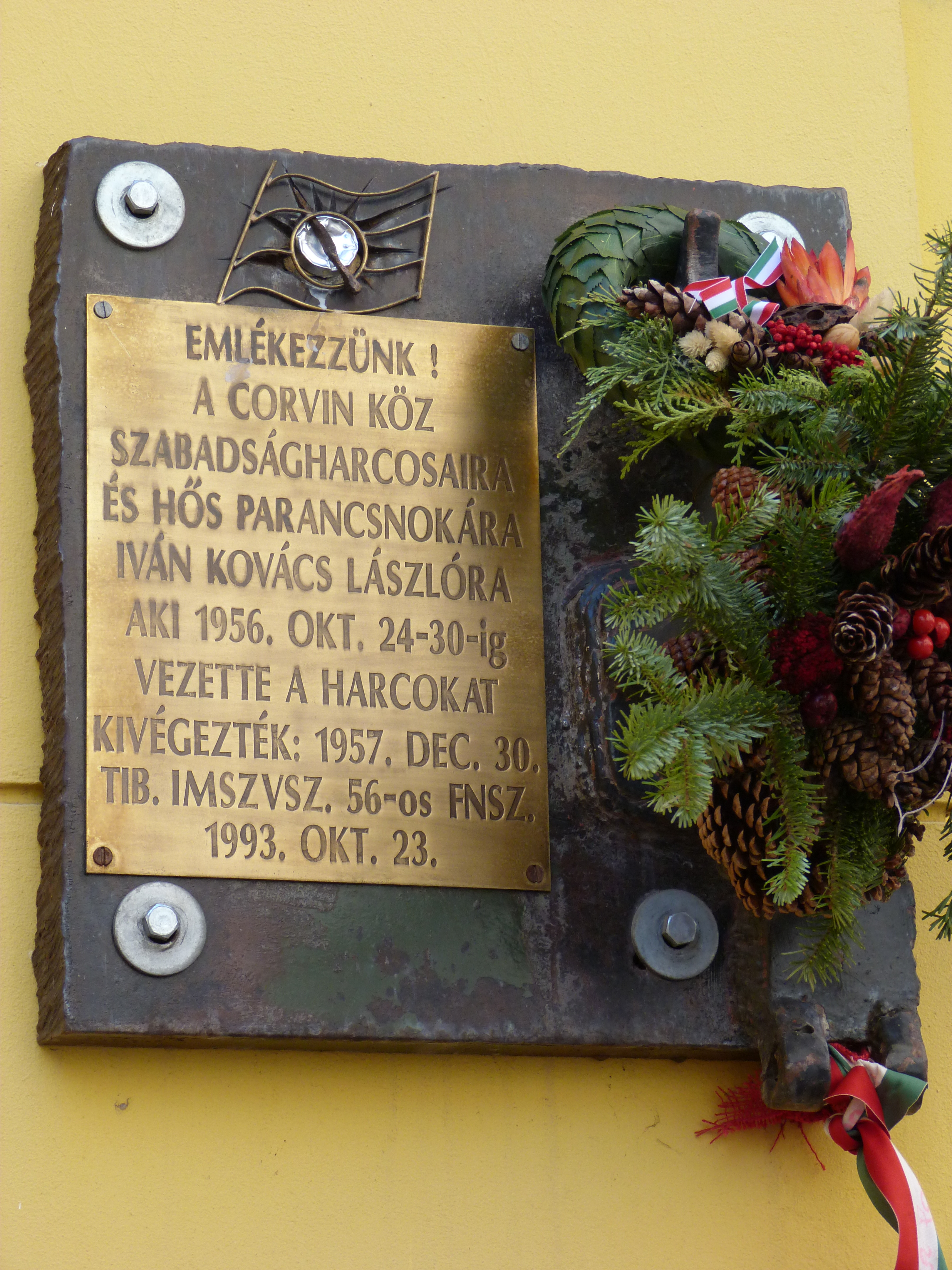
Emléktábla Budapesten, a Józsefvárosban a Corvin közben

1956. október 23-án részt vett a rádió épülete előtti tüntetésen. A harcok során még aznap puskához jutott és az Üllői úton részt vett a szovjet tankok elleni harcban. Október 25-én csatlakozott a Corvin közben harcoló ellenállókhoz, 26-ára már ő volt a vezetőjük. 28-án fogadta Nagy Imre, akitől követelte a többpártrendszer bevezetését, a szovjet csapatok kivonását, valamint az ellenálló csoportokból nemzetőrség szervezését. A felkelők látva az ország vezetőségének habozását, bizalmatlanok lettek a kormánnyal szemben és mivel Iván Kovács László Maléter Pál honvédelmi miniszter feltétlen híve volt, vele szemben is. 
November 1-jén leváltották, helyét Pongrátz Gergely foglalta el. Cserébe beválasztották egy, a nemzetőrség létrehozására megszervezett bizottságba. A szovjet csapatok november 4-i támadása után árulónak kiáltották ki (alaptalanul) és letartóztatták. Miközben a Kilián laktanyába kísérték, mint foglyot, sikerült megszöknie, majd november 10-ig kénytelen volt bujkálni. 
November 10-étől szülei alsógödi házába költözött, innen kezdett el szervezkedni a forradalom eszméinek megtartására. Röpcédulákat készített, tervezte Maléter Pál kiszabadítását, valamint egy illegális „Turul Párt” létrehozását. 1957. március 12-én letartóztatták, majd a Vida Ferenc elnökölte bíróság államellenes szervezkedés vezetésének vádjával kötél általi halálra ítélte, amit 1957. december 30-án hajtottak végre.